# لگزیگرام
لگزیگرام (lexigram) نمادی است که یک واژه را نشان می‌دهد ولی الزاما نمایانگر چیزی که واژه به آن اشاره می‌کند نیست. برای نمونه همانند لوگوگرام نیست که هر حرفش همانی باشد که به آن اشاره می‌کند و مثلاً برای خورشید شکل آن را بکشند.
برای نمونه یرکیش زبانی مصنوعی است که برای ارتباطات نخستی‌سانان‌ غیرانسان (گروهی از پستانداران بسیار نزدیک به انسان) ساخته شده‌است. برای این کار جانوران باید از کیبورد برای زدن کلیدهایی که لکسیمون نامیده می‌شوند، و مربوط به چیزها یا اندیشه‌ها هستند، استفاده کنند. این زبان توسط ارنست ون گلاسرزفلد گسترش یافت و توسط دوان رامباگ و سو ساواج-رامباگ از دانشگاه ایالت جرجیا به کار گرفته شد. 